# Számítógépház

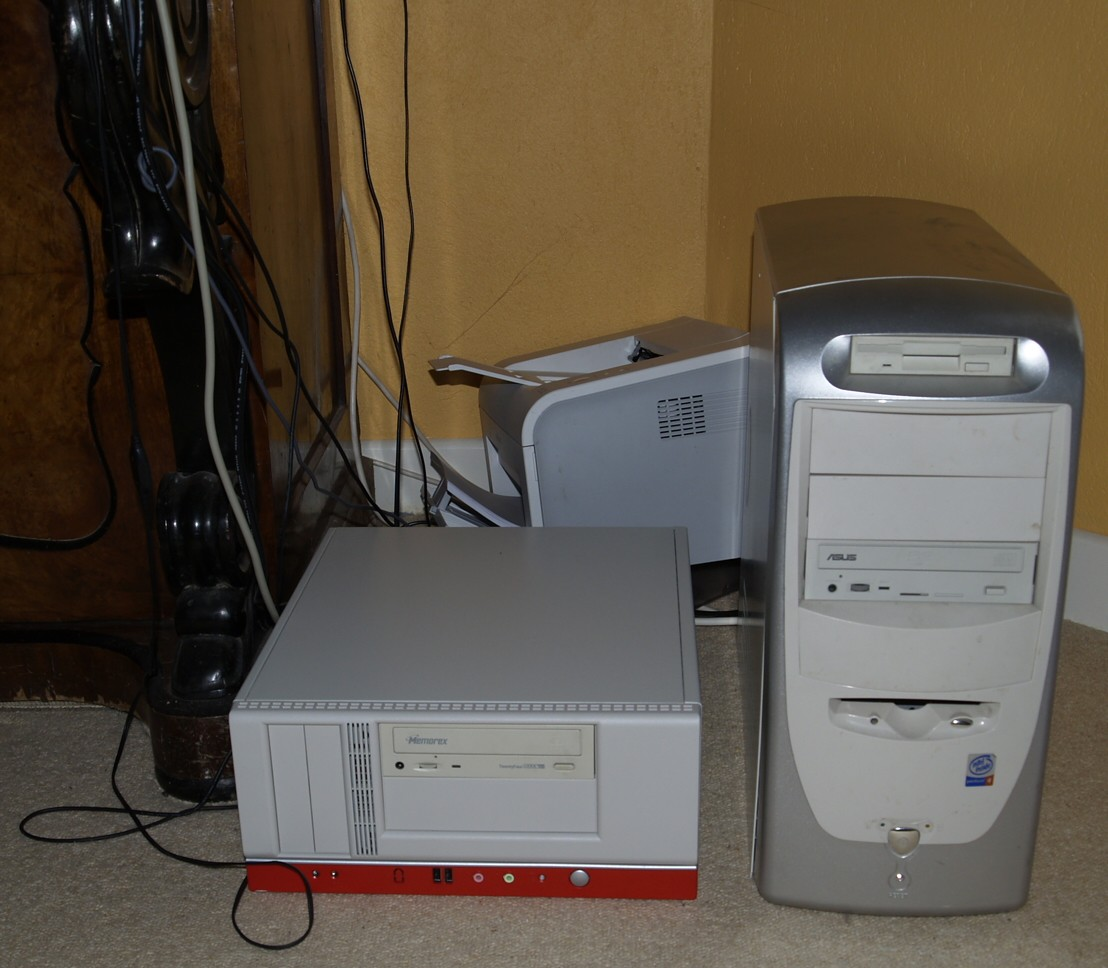
ATX szabványú ház

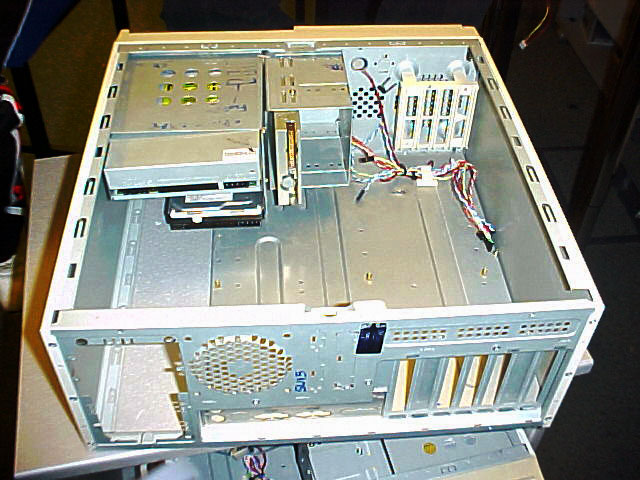
Kinyitott fekvő ház (üres)

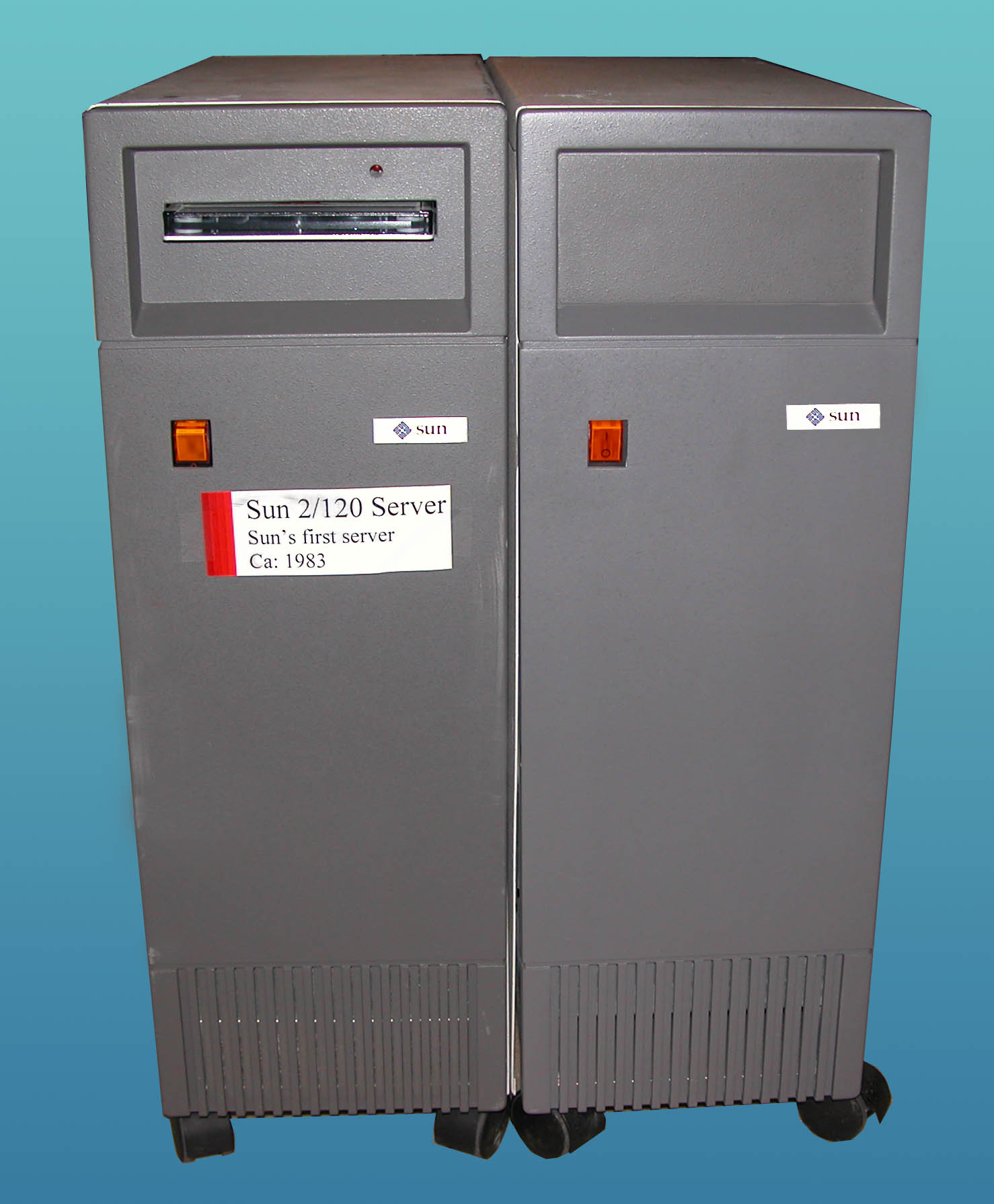
Egy álló szerver ház (régebbi SUN)

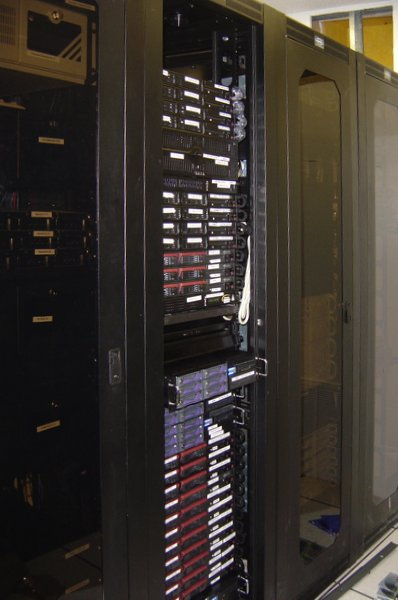
A Wikimedia néhány rack-be szerelt szervere

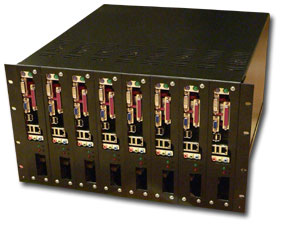
Egy blade szerver

Az asztali számítógép vázát a ház alkotja, amelyben speciális rögzítés lehetőségek vannak a részegységeknek.
Biztosítania kell:
- A megfelelő merevséget a biztonságos működéshez.
- A működés közben keletkező hő elvezetését.
- A működési zaj mérséklését.

## Számítógépház-típusok

### Asztali kivitel
Többféle típusú (méretű/felépítésű ház) terjedt el.

#### Mini ATX
A kisebb konfigurációkhoz, általában egy optikai meghajtóval, és HDD-vel tipikusan alaplapra integrált vezérlőkkel. Néha speciális mikro, vagy mini alaplapokat igényelnek. Előnyük a kisebb méret.

#### Midi
Általános felhasználásra. Viszonylag jól bővíthető. Mérete (190 x 490 x 465 mm).

#### ATX
Nagy teljesítményű összeállításokhoz, extrém mértékben bővíthető, fő előnye azonban a jó hűtés.

#### Fekvő ház
A „hagyományos” számítógépház. A munkahely berendezése alapján a mini (esetleg a midi) torony alternatívája.

### Szerver kivitel
Szervereknél a működés biztonsága jelentősebb szempont, mint a munkaállomásoknál, hiszen a szerverek meghibásodása egy egész szervezet működését megbéníthatja. Ez a szempont a szerverházakban is megnyilvánul:
- Merevebb felépítés(nagyobb súly)
- Jobb hűtés (nagyobb, több ventilátor, légterelő idomok a házon belül)
- Tipikusan szerszám nélkül szerelhetőek (gyorsabb javítás)

Ahol több szervert üzemeltetnek előszeretettel használnak rack-be szerelhető szervereket.
A szerver házak sokszor speciálisak, nagyon kicsik (blade serverek), nagyon nagyok (IBM Z series), vagy más módon különlegesek.

## Külső hivatkozások
- Számítógépház.lap.hu - linkgyűjtemény